# Yphthimoides modesta
Yphthimoides modesta är en fjärilsart som beskrevs av Butler 1866. Yphthimoides modesta ingår i släktet Yphthimoides och familjen praktfjärilar. Inga underarter finns listade i Catalogue of Life.